# Warren Burt
Warren Burt (Baltimore (Maryland) (Verenigde Staten), 10 oktober 1949) is een van oorsprong Amerikaanse componist met als thuisbasis Australië. 
Hij staat erom bekend dat hij in veel uiteenlopende nieuwe muziekstijlen componeert, zoals akoestische muziek, elektroakoestische muziek, geluidsinstallaties en Sound poetry. Burt maakt vaak gebruik van improvisatie, microtonaliteit, humor, live interactie en lo-fi elektronische technieken in zijn muziek. Warren Burt studeerde aan de Universiteit van Albany (New York) en de Universiteit van Californië - San Diego (MA, 1975) voor hij naar Australië ging in 1975. Momenteel is hij onderzoeker aan de Universiteit van Wollongong, waar hij een boek schrijft over 'microtonaliteit voor beginners'.